# Ichtiofauna
Ichtiofauna – gatunki ryb zamieszkujące określony ciek, akwen lub obszar w jednym okresie. Do ichtiofauny zaliczane są gatunki ryb chrzęstnoszkieletowych i kostnoszkieletowych (tradycyjnie Pisces) oraz minogi. 
Skład i liczebność ichtiofauny w zbiorniku wodnym zmienia się przez odłów, zarybianie, wypieranie przez gatunki obce, zwłaszcza gatunki inwazyjne oraz przez zmiany warunków panujących w zbiornikach wodnych. 
Sporządzenie wykazu gatunków danego obszaru nazywa się inwentaryzacją ichtiofauny.